# Hokej bandy na Zimowych Igrzyskach Olimpijskich 1952
Hokej bandy na Zimowych Igrzyskach Olimpijskich 1952 – turniej w hokeju bandy rozegrany podczas igrzysk w Oslo.
W turnieju wzięły udział trzy drużyny: Finlandii, Norwegii i Szwecji. Zwyciężyli Szwedzi, którzy wygrali oba mecze. Drugie miejsce zajęli Norwegowie, a trzecie Finowie.
Bandy było dyscypliną pokazową podczas igrzysk w Oslo. Za osiągnięte wyniki nie przyznano zatem medali olimpijskich.

## Rezultaty spotkań
- Finlandia–Norwegia: 3–2
- Norwegia–Szwecja: 2–1
- Szwecja–Finlandia: 4–0

## Końcowa tabela
| Miejsce | Państwo   | Zawodnicy |
| ------- | --------- | --- |
| 1.      | Szwecja   | Yngve Palmqvist, Orvar Bergmark, Herbert Swartswee, Karl-Erik Sjöberg, Olle Lindgren, Sven-Olof Landar, Inge Cahlman, Martin Johansson, Olle Sääv, Sven-Eric Broberg, Ernst Hård, Agard Magnusson, Tore Olsson, Henry Olsson |
| 2.      | Norwegia  | Bosse Halla, Leif Eriksen, David Eriksen, Arne Bakker, Tore Frisholm, Rolf Person, Arne Johansen, Einar Andersen, Martin Olsen, Harald Cato Helgerud, Gunnar Fossum, Ole Marthinsen                                          |
| 3.      | Finlandia | Herbert Lundström, Juhani Halme, Yrjö Jussila, Arvo Raitavuo, Per-Erik Lindqvist, Martti Nyyssönen, Olof Stolpe, Kauko Tukiainen, Erik Åberg, Heikki Ollikainen, Sakari Salo, Pentti Immonen, Pentti Hämäläinen              |